# John McKie (homme politique)
Pour les articles homonymes, voir John McKie et McKie.
John McKie (16 novembre 1874-29 octobre 1924) est un homme politique canadien de la Colombie-Britannique. Il est député provincial conservateur de la circonscription britanno-colombienne de Grand Forks-Greenwood de juin à octobre 1924.
McKie meurt en fonction dans l'explosion d'un train à Farron en Colombie-Britannique en octobre 1924 à l'âge de 49 ans,,.